# Йона Максім
Йона (Йозеф) Максім, СУ (словац. Jonáš (Jozef) Maxim; нар. 21 листопада 1974, м. Левоча, Словаччина) — словацький греко-католицький архиєпископ, архиєпископ-митрополит Пряшівський глава Словацької греко-католицької церкви; студит.

## Життєпис
Народився 21 листопада 1974 року в м. Левоча. Навчався на греко-католицькому богословському факультеті в Пряшеві та був висвячений на священника 11 липня 1998 року. Після отримання наукового звання магістра богослов'я (1998) розпочав навчання в Папському Східному Інституті в Римі, де здобув ліценціат (2000).
З 2001 по 2004 рік був духівником Пряшівської греко-католицької семінарії, а з 2002 по 2004 рік викладав як асистент кафедри систематичного богослов'я Пряшівського університету. У 2004 році вступив до Свято-Успенської Унівської лаври і 22 травня 2008 року отримав малу схиму. У 2008—2009 роках був соцієм магістра новіціяту в Уневі, а згодом настоятелм скиту святого Андрія в Лужках. У 2010 році був призначений магістром новиків до обрання настоятелем монастиря святого Йосифа у Львові (до 2013 року). З 2013 по 2017 рік навчався на докторських студіях у Папському Східному інституті в Римі, де в 2018 році захистив дисертацію про студійське чернецтво. Після повернення в Україну був настоятелем монастиря святого Михаїла у Львові та парохом місцевої громади.
18 червня 2020 року обраний ігуменом Свято-Успенської Унівської лаври.
Крім словацької та української, володіє італійською, англійською, французькою, польською і німецькою мовами.

## Архиєпископ
26 жовтня 2023 року у Ватикані повідомили про те, що Папа Франциск призначив високопреподобного о. Йону Максіма, СУ Пряшівським архиєпископом для католиків візантійського обряду в Словаччині.
Єпископська хіротонія відбулася 27 січня 2024 року в архикатедральному соборі Сятого Івана Хрестителя в Пряшеві. Головним святителем став єпарх Кошицький архиєпископ Кирил Васіль, а співсвятителями — владика Петер Руснак, єпископ Братиславський, і владика Венедикт Алексійчук, правлячий єпископ Чиказької єпархії УГКЦ. Після єпископської хіротонії відбулася інтронізація владики Йони Максіма на престол Пряшівської архиєпархії.